# Starship Entertainment
Starship Entertainment (кор. 스타쉽 엔터테인먼트) — южнокорейская звукозаписывающая и развлекательная компания, основанная в 2008 году и являющаяся дочерней компанией Kakao Entertainment.
В лейбл входят такие артисты, как Monsta X, Cosmic Girls, Cravity и IVE. А так же сольные исполнители, такие как K. Will, Чжуён, I. M, Юн Сын У, Brother Su и Чон Сэ Ун. Ранее в лейбл также входили Sistar, Boyfriend, Junggigo и Mad Clown. Starship также управляет актёрами под своим дочерним лейблом King Kong by Starship.

## История

### 2008—2012: основание и первые артисты
Starship Entertainment была основана в 2008 году парой Ким Си Дэ и Со Хён Чжу вместе с Ким Ён Сук. Ким Си Дэ был гастрольным менеджером K-pop группы Cool, и работал в Big Hit Entertainment с 2005 по 2007 год, а Со Хён Чжу работал в JYP Entertainment.
Первым исполнителем Starship был экс-хитовый певец K.Will, который выпустил свой первый сингл «Love 119» в 2008 году. В 2010 году Starship дебютировали в свою первую женскую группу Sistar. В следующем году они дебютировали свою первую мужскую группу Boyfriend.

### 2013 — н.в: расширение
В 2013 году Starship Entertainment анонсировали свой первый дочерний лейбл Starship X, в лейбл вошел рэпер Mad Clown.
18 декабря 2013 года 70 % акций Starship были приобретены LOEN Entertainment, что сделало лейбл дочерней компанией.
Певец Чон Сэ Ун подписал контракт с агентством, после его появления на K-pop Star 3 в июле 2014 года.
В декабре Starship в партнёрстве с Mnet выпустили шоу на выживания No.Mercy, из которого они сформировали свою вторую мужскую группу мальчиков Monsta X. Группа дебютировала в мае 2015 года с семью участниками.
В апреле 2015 года Starship подписали контракт о взаимном управлении с китайским лейблом Yuehua Entertainment.В декабре Starship и Yuehua совместно дебютировали женскую группу Cosmic Girls, также известной как WJSN, направленной на привлечение как южнокорейской, так и китайской аудитории.
В мае 2015 года Starship приобрела компанию King Kong Entertainment. В Starship Entertainment заявили, что хоть они и полностью приобрели компанию, King Kong Entertainment продолжит работать независимо. 2 января 2017 года Starship Entertainment и King Kong Entertainment объявили о полном слиянии. Агентства договорились использовать одно имя Starship Entertainment, а подразделение, занимающееся продвижением актёров, будет работать под лейблом «King Kong by Starship». CEO Starship Entertainment Ким Си Дэ и CEO King Kong Entertainment Ли Джин Сон стали руководителями агентства.
В 2017 году Starship Entertainment запустили еще один дочерний лейбл House of Music, который сосредоточился на наборе небольших независимых артистов, причем артист MoonMoon был первым, подписавшим контракт под этим лейблом. В ноябре 2018 года Starship переименовали лейбл в Highline Entertainment.
В 2017 году первая женская группа лейбла Sistar были расформированы, участницы Ким Дасом и Сою остались в компании. В 2019 году Boyfriend также распались
В апреле 2020 года Starship дебютировали вторую мужскую группу Cravity.. В августе Starship Entertainment получили премию Корейского агентства креативного контента за вклад в волну Халлю.
22 августа было объявлено о дебюте новой женской группы компании, в состав которой войдут бывшие участницы IZ*ONE Чан Вонён и Ан Юджин. Дебют состоится во второй половине 2021 года. IVE дебютировали в составе из шести участниц 1 декабря 2021.

## Партнёры
- Being Group[17]
- Kiss Entertainment
- Yuehua Entertainment
- Universal Music Japan
- США Intertwine

## Артисты
Все артисты Starship Entertainment известны под именем Starship Planet.

### Исполнители

#### Группы
| - Monsta X - Cosmic Girls (вместе с Yuehua Entertainment) - Cravity - IVE - K.Will - Чон Сэ Ун - Кихён - YTeen (совместно с KT) - OG School Project (совместно с Cube Entertainment) - YDPP (совместно с Brand New Music) - WJMK (совместно с Fantagio Music) - Mind U - Duetto | - Чжуён - Brother Su - #Gun - Kiggen - Вонхо - DJ H.ONE - DJ Soda - Ю Сын У - PLUMA - dress - DJ Vanto - Chang Sukhoon - Leon - ROVXE - M1NU - Lil Reta - Seungguk |

### Актёры и актрисы
King Kong by Starship
- Им Чжу Ин
- Кан Ын А
- Ким Бом
- Ким Чжи Ан
- Ким Дживон
- Ли Гван Су
- Ли Дон Ук
- Ли Ми Ён
- Ли Элайджа
- О А Ён
- О Хе Вон
- У Хён Чжин
- Пак Мин У
- Пак Хи Сун
- Хан Мин
- Чан Чжон Ён
- Чи Иль Чжу
- Чо Юн Хи
- Чо Юн У
- Чон Дон Хён
- Чхве Вон Мён
- Чхве Хи Чжин
- Ю Ён Сок
- Юн Чжин И

## Бывшие артисты
| - Sistar (2010—2017) - Юн Бора (2010—2017) - Хёрин (2010—2017) - Ким Дасом (2010—2021) - Сою (2010—2021) - Boyfriend (2011—2019) - Mind U (2017—2022) - Junggigo (2013—2018) - Mad Clown (2013—2018) | - MoonMoon (2017—2018; контракт расторгнут в связи с закрытием официальной судимости) |

## Дискография
- См. статью «Starship Entertainment discography» в английском разделе.

## Партнёрские отношения
- Being Group[21]
- Kiss Entertainment[22]
- Yuehua Entertainment[23]
- Universal Music Japan[24][25]